# Distrito de Bastar
Bastar (en Hindi: बस्तर जिला) es un distrito de la India en el estado de Chhattisgarh. Código ISO: IN.CT.BA.
Comprende una superficie de 14968 km².
El centro administrativo es la ciudad de Jagdalpur.

## Demografía
Según censo 2011 contaba con una población total de 1411644 habitantes, de los cuales 714 285 eran mujeres y 697 359 varones.